# Praeostaffellina
Praeostaffellina es un género de foraminífero bentónico de la subfamilia Eostaffellinae, de la familia Eostaffellidae, de la superfamilia Ozawainelloidea, del suborden Fusulinina y del orden Fusulinida. Su especie tipo es Praeostaffellina macdonaldensis. Su rango cronoestratigráfico abarca desde el Viseense superior hasta el Serpujoviense (Carbonífero inferior).

## Discusión
Clasificaciones previas hubiesen incluido Praeostaffellina en la subfamilia Pseudostaffellinae, de la familia Ozawainellidae, y de la superfamilia Fusulinoidea. Clasificaciones más recientes incluyen Neomillerella en la subclase Fusulinana de la clase Fusulinata.

## Clasificación
Praeostaffellina incluye a la siguiente especie:
- Praeostaffellina macdonaldensis †